# Фаизи
Фаизи (англ. Faisi) — небольшой остров, административно входит в состав Западной провинции меланезийского государства Соломоновы Острова.

## География
Фаиси расположен недалеко от острова Шортленд и в 29 км к северо-востоку от Острова Трежери. Восточное побережье острова хорошо приспособлено для дайвинга.

## История
На протяжении Второй мировой войны это был первый остров Соломоновых Островов, оккупированный Японией.